# 琳达·切鲁蒂

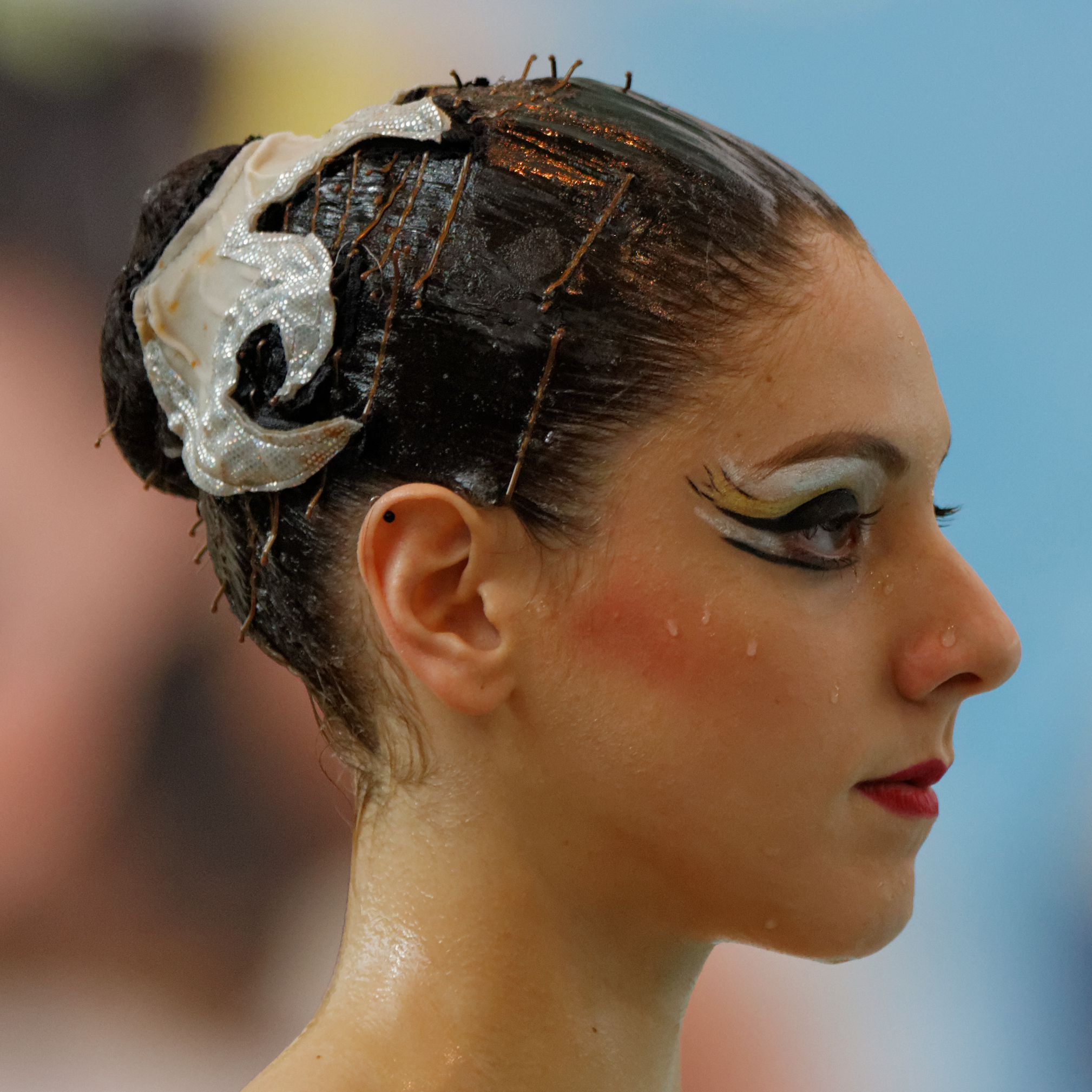
琳达·切鲁蒂

琳达·切鲁蒂（義大利語：Linda Cerruti，1993年10月7日—），意大利女子花样游泳运动员。她曾代表意大利参加2016年和2020年夏季奥林匹克运动会花样游泳比赛，均未能获得奖牌。